# 大分県立三重農業高等学校
大分県立三重農業高等学校（おおいたけんりつ みえのうぎょう こうとうがっこう）は、大分県豊後大野市三重町に所在した公立の農業高等学校。竹田市に久住分校があった。以下は、特記しない限り、閉校時点での情報である。

## 設置学科
本校
- 国際農学科
- 施設園芸学科
- 農業土木科

久住分校
- 農業科

## 沿革
- 1883年 - 北海部郡臼杵町に大分県農学校として開校、農学科、水産学科を設置
- 1884年 - 県立に移管し獣医科設置
- 1901年 - 大分県立農学校と改称
- 1906年 - 校舎を速見郡石垣村（現・別府市）に移転
- 1917年 - 校舎を大野郡三重町に移転決定
- 1923年 - 大分県立三重農学校と改称
- 1941年 - 通学中の農学校の生徒が豊肥線列車脱線転落事故に巻き込まれる[1]。
- 1948年 - 大分県立三重高等学校第二部と改称
- 1951年 - 大分県立三重西高等学校と改称
- 1953年 - 大分県立三重農業高等学校と改称
- 1956年 - 大原校舎、緒方校舎、千歳校舎を大分県立豊西高等学校に移管する
- 1963年 - 大分県立豊西高等学校廃校により大原校舎並びに緒方校舎の所管継承
- 1964年 - 緒方校舎を大原校舎に併合
- 1965年 - 大原校舎廃止
- 2008年3月31日 - 閉校。

## 高校再編
2006年4月に、本校、大分県立三重高等学校、大分県立緒方工業高等学校、大分県立竹田商業高等学校の4校を統合した大分県立三重総合高等学校が開校したため、同年から新入生の募集を停止し、在校生が卒業した2008年3月をもって閉校した。また、久住分校は大分県立三重総合高等学校久住分校となった。